# Relax... It's Just Sex
Pour plus de détails, voir Fiche technique et Distribution.
Relax...It's Just Sex est un film américain réalisé  par P.J. Castellaneta, sorti en 1998.

## Synopsis
Des couples de pratiques sexuelles diverses, des lesbiennes, des gays et des hétéros, fréquentent tous un bar local et luttent pour faire accepter le mode de vie des autres.

## Fiche technique
- Titre : Relax... It's Just Sex
- Réalisateur : P.J. Castellaneta
- Scénario : P.J. Castellaneta
- Format : Couleurs
- Durée : 110 minutes
- Langue : anglais
- Pays :  États-Unis
- Date de sortie :  France : 10 juin 1998

## Distribution
- Mitchell Anderson
- Seymour Cassel
- Eddie Garcia
- Lori Petty
- Jennifer Tilly
- Susan Tyrrell
- Serena Scott Thomas
- Cynda Williams
- Paul Winfield
- Billy Wirth